# Lammassaaret (ö i Nyland)
Lammassaaret är en ö i Finland. Den ligger i sjön Maikkalanselkä och i kommunen Lojo i den ekonomiska regionen  Helsingfors  och landskapet Nyland, i den södra delen av landet, 50 km väster om huvudstaden Helsingfors. Öns area är 0,4 hektar och dess största längd är 160 meter i nord-sydlig riktning.  Notera att namnet antyder att det är fråga om flera öar.